# 韦拉沃尔
韦拉沃尔（羅馬化：Verāval）是印度古吉拉特邦吉尔索姆纳特县的一个城市。2001年总人口141,207人。

## 人口
该地2001年总人口141207人，其中男性72074人，女性69133人；0—6岁人口19571人，其中男10218人，女9353人；识字率62.02%，其中男性为70.62%，女性为53.05%。